# Mutatoderma
Mutatoderma is een geslacht van schimmels behorend tot de familie Hyphodermataceae.

## Soorten
Volgens Index Fungorum telt het geslacht vier soorten (peildatum april 2022):
| Soortnaam                    | Auteur(s)         | Publicatiejaar |
| ---------------------------- | ----------------- | -------------- |
| Mutatoderma brunneocontextum | C.E. Gómez        | 1976           |
| Mutatoderma heterocystidium  | (Burt) C.E. Gómez | 1976           |
| Mutatoderma mutatum          | (Peck) C.E. Gómez | 1976           |
| Mutatoderma populneum        | (Peck) C.E. Gómez | 1976           |